# Amt Bokhorst-Wankendorf
Das Amt Bokhorst-Wankendorf ist ein Amt im Kreis Plön, Schleswig-Holstein.
Das Amt liegt im Südwesten des Kreises Plön in Schleswig-Holstein und grenzt im Norden an den Kreis Rendsburg-Eckernförde und das Amt Preetz-Land, im Osten an das Amt Großer Plöner See, im Süden an den Kreis Segeberg, und im Westen an die Stadt Neumünster.

## Amtsangehörige Gemeinden mit ihren Ortsteilen (OT)
1. Belau mit den OT Gut Perdöl, Perdöl, Perdöler Mühle, Wangensahl, Honigholz, Scheelshof und Vierhusen
2. Großharrie mit den OT Kleinharrie und Vogelsang
3. Rendswühren  mit den OT Altenrade, Hollenbek, Neuenrade, Schipphorst, Viehbrook und Wühren
4. Ruhwinkel mit den OT Seerade, Vier, Vorhof, Drögenkuhlen, Bockhorn, Eichholz, Altekoppel, Tanneneck und Schönböken
5. Schillsdorf mit den OT Altbokhorst, Bokhorst, Busdorf, Hüttenwohld, Kuhteich, Schlagbaum und Schönhagen
6. Stolpe mit den Gütern Depenau, Bundhorst, Horst und Nettelau, Mühlenberg mit der Depenauer Mühle, sowie den Bauernstellen Hoheneiche, Brammerberg, Missenkamp, Mißmaaßen mit vier Höfen, Wittmaaßen, Bocksberg, Totenberg, Silgenwisch, Klingenberg, Wittenberg und Kieler Kamp mit drei Höfen.
7. Tasdorf mit den OT Bornrüm
8. Wankendorf mit den OT Bockelhorn, Jägersberg, Kuhlrade, Löhndorf, Neuen Jäger, Grüner Jäger, Düsternbrook, Klauskuhlen, Obendorf und Schimmelhof

## Geschichte
Das Amt wurde zum 1. Januar 2008 aus den Gemeinden der bisherigen Ämter Bokhorst und Wankendorf gebildet. Zum 5. August 2009 ist die ursprünglich ebenfalls dem Amt angehörende Gemeinde Bönebüttel aus dem Amt ausgetreten. Zum 1. Januar 2026 wird Bönebüttel dem Amt wieder beitreten.

## Wappen
Blasonierung: „Von Blau und Rot durch einen silbernen Wellenbalken geteilt. Unten vier leicht fächerförmig sich überlappende goldene Buchenblätter, daraus zum Schildhaupt wachsend vier silberne in Höhe des Wellenbalkens rote Ähren.“